# 배재고등학교
배재고등학교(培材高等學校)는 대한민국 서울특별시 강동구 고덕동에 있는 자율형 사립 고등학교이다.

## 학교 연혁
- 1885년 8월 3일 : 미국 선교사 아펜젤러 목사가 본 학당을 설립
- 1886년 6월 8일 : 고종 황제가 배재학당 설립을 재가, ‘배재학당(培材學堂)’ 이라는 학교명을 하사함
- 1887년 12월 1일 : 학교본당 신축낙성
- 1909년 4월 23일 : 구한국 사립학교령에 의하여 배재고등학당의 설립인가를 받음
- 1912년 6월 : 연희전문의 모체가 된 기독교연합대학을 학당안에 특설함
- 1914년 3월 2일 : 중학 본과와 사범 전수과 설치를 조선총독부로부터 인가 받음
- 1916년 2월 : 조선총독부로부터 고등보통학교 설립 인가 받음
- 1916년 3월 : 동관 신축 낙성(정동교사)
- 1922년 4월 4일 : 조선교육령에 의하여 5년제로 변경
- 1923년 3월 : 서관 준공
- 1925년 9월 17일 : 배재학당이라는 교명을 폐지
- 1933년 6월 8일 : 대강당 준공
- 1940년 8월 7일 : 재단법인 배재중학교 유지재단 설립인가
- 1945년 8월 15일 : 해방으로 휴교
- 1945년 9월 1일 : 미군정 하에서 다시 개교
- 1950년 6월 27일 : 6․25로 휴교
- 1951년 6월 27일 : 전시 중 부산 초량동에서 개교
- 1951년 8월 21일 : 교육법 개정으로 구제 중학교를 중학교(3년)와 고등학교(3년)으로 병설운영
- 1953년 9월 30일 : 서울본교로 복교, 부산분교를 폐지
- 1958년 11월 16일 : 우남학관 낙성
- 1960년 9월 13일 : 아펜젤러관 준공
- 1970년 10월 : 배재빌딩 신축 낙성
- 1984년 2월 28일 : 강동구 명일동 산30번지로 이전
- 1995년 2월 : 보람관 준공
- 2002년 2월 : 아펜젤러 기념 예배당 준공
- 2002년 6월 : 주시경관(정보종합센터) 준공
- 2002년 12월 : 나도향홀(시청각실) 준공
- 2010년 3월 1일 : 자율형 사립고 출범(13학급 455명)
- 2012년 2월 : 우남관(기숙사) 준공
- 2017년 10월 : 친환경 인조잔디구장 개장
- 2018년 2월 : 제133회 졸업
- 2019년 3월 : 제22대 고진영 교장 취임
- 2023년 3월 : 제23대 이효준 교장 취임

## 갤러리

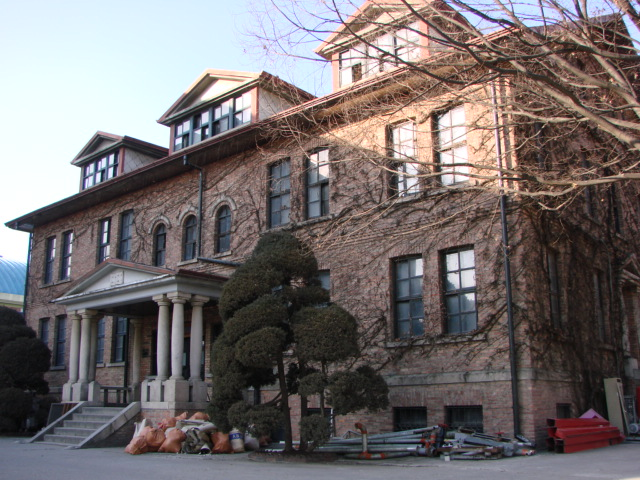
현재 오케스트라실이 위치함. 매점이 지하에 있었으나 지금은 우남학사로 옮김.
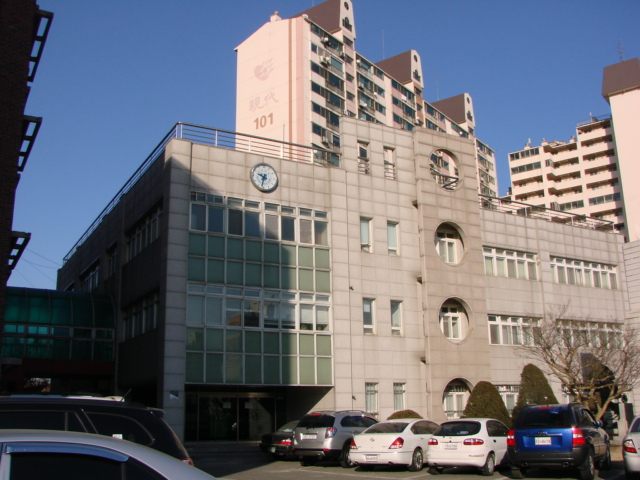
주시경관. 멀티미디어실과 교육지원부, 고등학교 도서관, 자율학습실이 위치한다. 본관과는 2층의 통로로 연결된다.
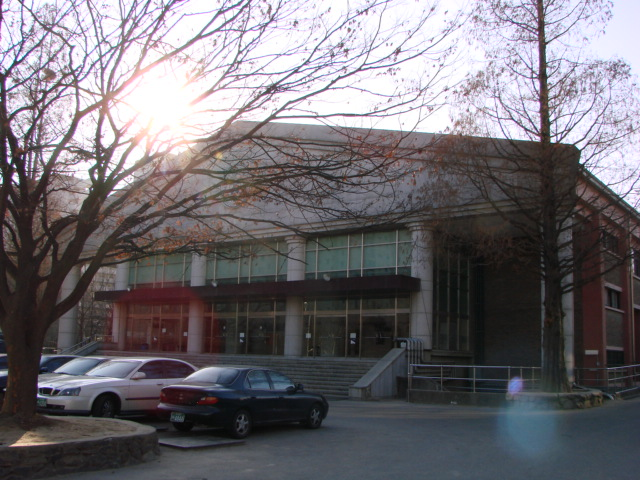
아펜젤러 기념 예배당. 복층 구조의 대형 강당이다.
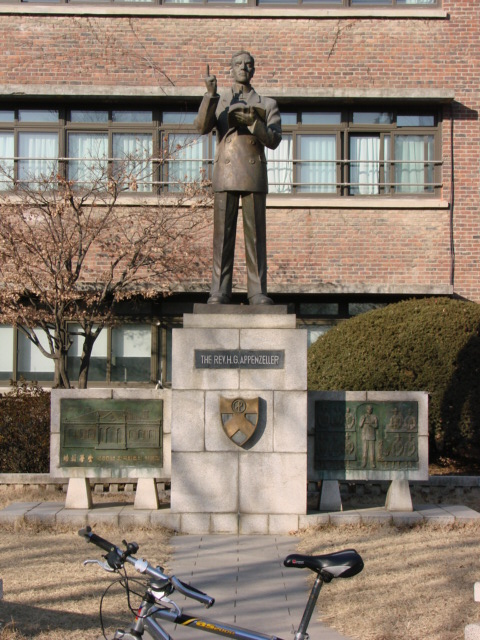
배재학당 설립자 아펜젤러를 기념하기 위한 동상. 동상 주위엔 교표와 같은 모양인 방패 모양으로 발목 높이의 담이 둘러싸고 있다.
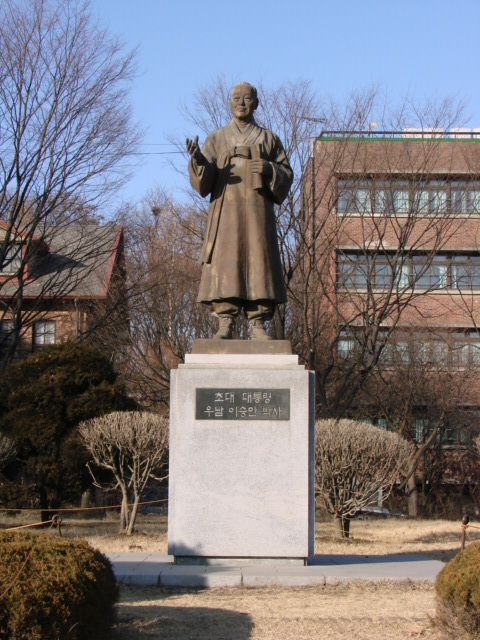
배재학당 졸업생이자 대한민국 초대 대통령인 이승만을 기념하기 위한 동상.
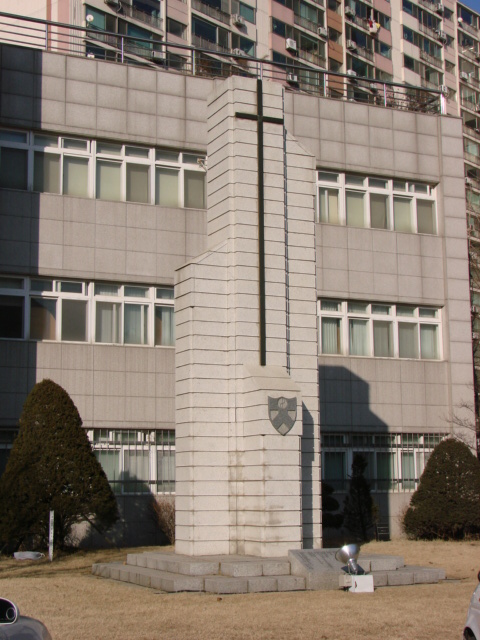
배재학당 설립 100주년 기념탑. 주시경관 앞에 위치한다.
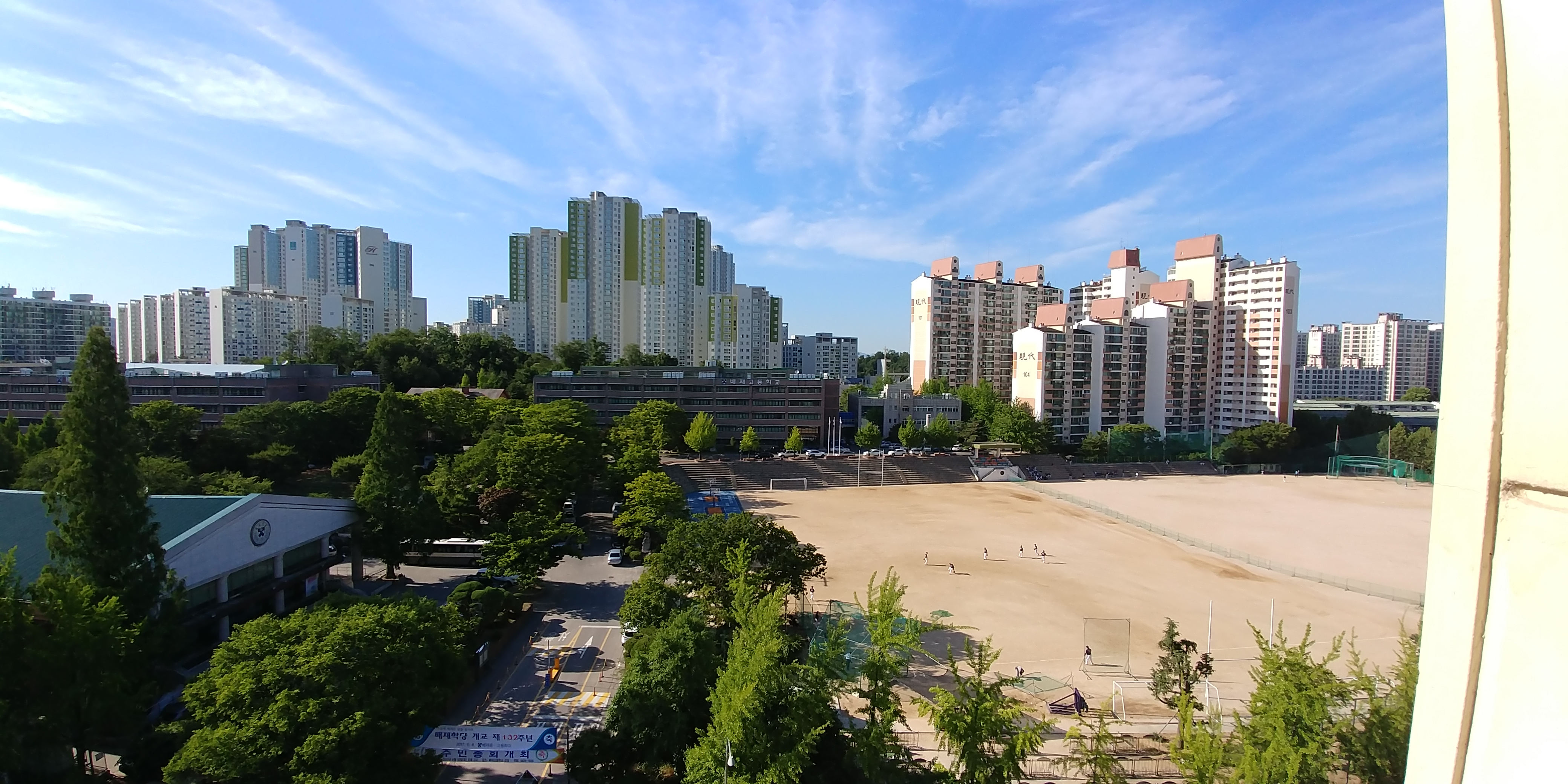
배재고 운동장
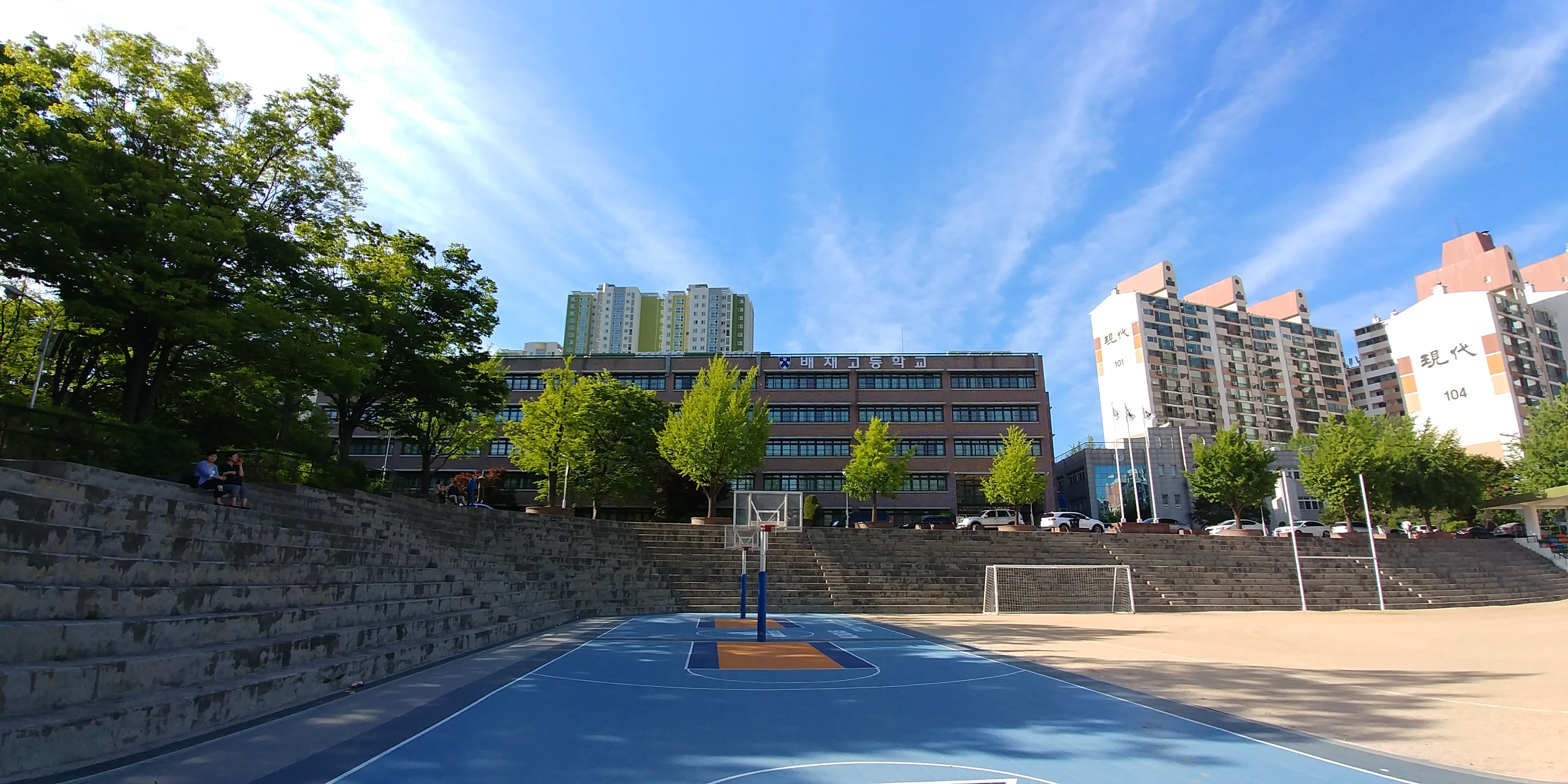
배재고 농구장

## 운동부
축구부, 야구부, 농구부, 럭비부를 운영하고 있다. 축구부는 1902년에 창단하여 1921년 제1회 전조선축구대회에 참가하였고초창기 한국 축구 발전에 공헌하였다.

## 참고 문헌
- 배재고등학교 - 한국교육학술정보원 학교알리미

## 같이 보기
- 배재고등학교 야구단
- 배재고등학교 육상단
- 배재고등학교 축구단
- 배재고등보통학교 정구단